# シュイ

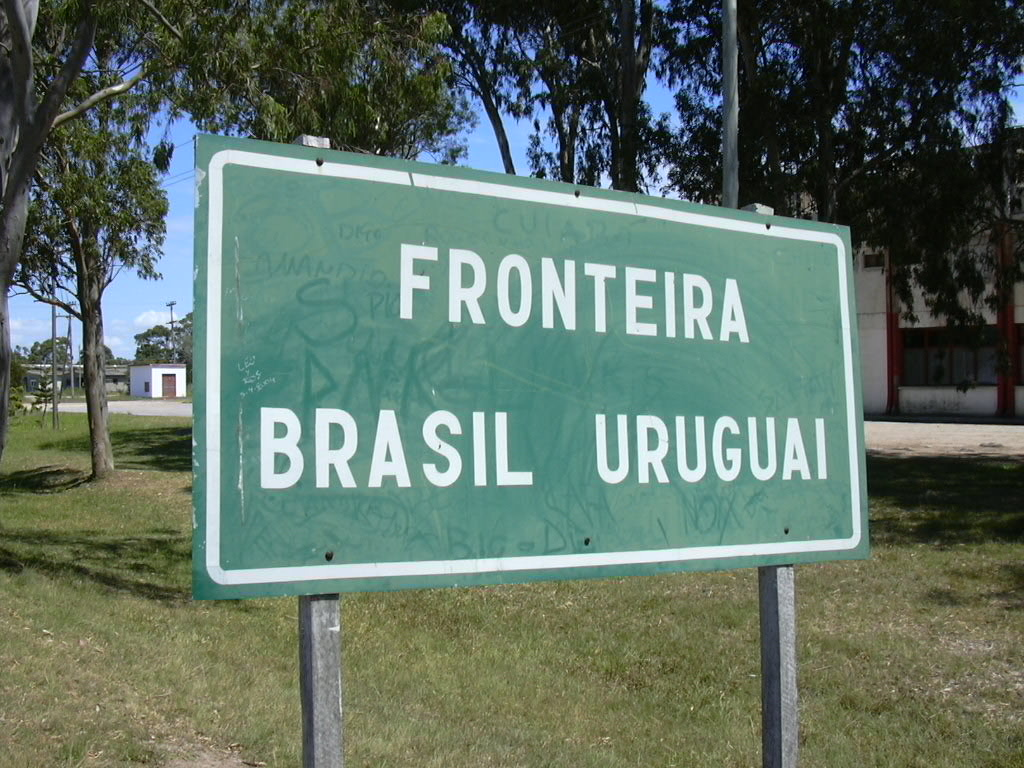
シュイとチュイの国境、2005年撮影。

シュイ（ポルトガル語: Chuí, ポルトガル語発音: [ʃuˈi]）は、ブラジルのリオグランデ・ド・スル州の地方自治体。国境の町であり、姉妹都市のチュイ（ウルグアイ領）と同じ名前を持つ。シュイとチュイは1つの都市的地域を構成し、その間には「国際通り」（Avenida Internacional）という通りがあり、国境の役割を果たす。これはブラジル領サンタナ・ド・リヴラメントとウルグアイ領リベラの間の国境などほかの国境地帯でも見られるものである。
元はサンタ・ヴィトリア・ド・パルマルという自治体にある村であったが、1997年に分離してブラジル最南部の自治体になった。なお、シュイ川の大西洋への出口近くにあるブラジル最南端自体は分離以降もサンタ・ヴィトリア・ド・パルマルに留まった。シュイと同様に極点に位置するブラジルの地方自治体には西のマンシオ・リマ、東のジョアンペソア、北のウイラムタがある。
町名のシュイは町を流れるシュイ川が由来となっており、ブラジルポルトガル語の慣用句"do Oiapoque ao Chuí"（「オヤポキからシュイまで」）にも現れている。この慣用句はオヤポキ河口がブラジル最北端、シュイ河口がブラジル最南端という考えに基づくものであったが、両河口はあくまでもブラジル海岸線の最北端と最南端であり、陸も含むと極点にはなっていない。慣用句の意味は「ブラジル全国」である。
シュイにはパレスチナ系ブラジル人も居住している。